# 星恋
《星恋》（英語：Star-Crossed）是一部美国科幻电视剧，根据CW电视台于2013年5月16日公布的时间表，该剧于2014年2月17日在CW电视网播出。
2014年5月8日,CW电视网在一季播出後表示不再開拍第二季.

## 简介
埃默里六岁的时候，一艘外星飞船坠落在她居住的镇上。自称「阿崔安」的外星人到来的目的已经不重要，对于未知的恐惧使得人类想对「阿崔安」种族进行控制，双方随即爆发战争；和埃默里一样大的阿崔安人罗曼躲到埃默里家，埃默里给予了他保护，虽然不久罗曼被美国政府带走，但是短暂的相处让两人有了感情。
十年过后，当年输掉战争的阿崔安被隔离在有重兵把守的特殊区域，过着集中营式的生活。这时人类打算启动一项特殊的高中教育项目，以便让一批阿崔安青年到一所学校接受教育，看看他们能否融入社会，罗曼就在这些阿崔安青年里，而埃默里也在这里读书。
阿崔安人来学校报到的那天，埃默里发现罗曼还活着，两人童年深处的记忆被唤醒，于是两人坠入爱河。但随后双方的父亲在阿崔安人定居点的问题上发生严重的冲突，迫使他们重新考虑之间的关系和种族之间的平衡。

## 演员和角色
- 艾米·缇加登（英语：Aimee Teegarden） 饰 埃默里（Emery）
- 马特·兰特尔 饰 罗曼（Roman）
- 玛莱斯·裘 饰 朱莉娅（Julia）
- 小泰特斯·马金 饰 卢卡斯（Lukas）
- 格雷·达蒙 饰 格雷森（Grayson）
- 娜塔莉·霍尔（英语：Natalie Hall） 饰 泰勒（Taylor）
- 切尔西·吉利根 饰 泰瑞（Teri）
- 格雷格·芬利（英语：Greg Finley） 饰 德雷克（Drake）

## 开发和制作
2012年9月21日，CW电视台买下一部名为《Oxygen》的剧集，这部作品由曾为《傲骨贤妻》撰写剧本的梅雷迪思·埃弗里尔创作。，2013年1月25日CW电视台宣布拍摄本剧的试映集，试播集将由加里·福莱德执导。
2013年5月9日，CW宣布预定本剧并将剧名改为《Star-Crossed》。

### 选角
2月8日确认艾米·缇加登将饰演人类女孩埃默里
2月20日确认玛莱斯·裘将饰演一个对生活感到绝望的人类女孩朱莉娅，外星人的到来让她有了希望；小泰特斯·马金将饰演埃默里最好的朋友。
2月25日确认格雷·达蒙将饰演喜欢埃默里的高中少年格雷森。
3月5日确认马特·兰特尔将饰演外星男孩罗曼。
3月6日确认娜塔莉·霍尔将饰演人类女孩泰勒，是学校当之无愧的「女王」。
3月8日确认切尔西·吉利根和格雷格·芬利将饰演来到学校9名外星人其中两位。

## 反响

### 评价
该剧在开播前天涯小筑评价该剧和《罗斯威尔》类似。